# Zelva (sídlo)
Zelva (bělorusky Зэльва, polsky Zelwa) je sídlo městského typu v Hrodenské oblasti v Bělorusku. K roku 2018 měla přes šest tisíc obyvatel a byla správním střediskem Zelvenského rajónu.

## Poloha a doprava
Zelva leží na levém břehu řeky Zelvjanky, přítoku Němenu, na které je nad městem (jihovýchodně od něj) přehradní nádrž. Nejbližší města v okolí jsou Vaŭkavysk na západě, Masty na severozápadě a Slonim na východě.
Přes Zelvu prochází silnice R99, která začíná u Hrodny, do Zelvy přichází od Vaŭkavysku a následně končí za Slonimem nájezdem na dálnici M1.

## Dějiny
První zmínka je z roku 1258. V roce 1470 zde začala stavba katolického kostela. V roce 1721 udělil Zelvě August II. Silný právo pořádat trhy, což výrazně přispělo k jejímu rozvoji. V roce 1795 při třetím dělení Polska připadla Zelva ruskému impériu.
V meziválečném období v letech 1921–1939 patřila Zelva k druhé Polské republice. Za druhé světové války drželo Zelvu v letech 1941–1944 nacistické Německo, které také zničilo zdejší židovskou menšinu, která k roku 1921 čítala 1344 osob. V roce 1942 došlo k deportaci zdejšího improvizovaného ghetta do vyhlazovacího tábora Treblinka.
V Zelvě, kde měli dům rodiče jejího manžela, strávila závěrečnou část života po propuštění z gulagu běloruská básnířka Larysa Henijušová.